# Chitranhal, Lingsugur
Chitranhal là một làng thuộc tehsil Lingsugur, huyện Raichur, bang Karnataka, Ấn Độ.